# Муньос, Адольфо
Адо́льфо Алеха́ндро Му́ньос Серва́нтес (исп. Adolfo Alejandro Muñoz Cervantes ; родился 12 декабря 1997 года в Буэна-Фе, провинция Лос-Риос) — эквадорский футболист, вингер клуба «Гуаякиль Сити».

## Клубная карьера
Муньос — воспитанник клуба «Эль Насьональ». 29 марта 2015 года в матче против «Мушук Руны» он дебютировал в эквадорской Примере. 11 апреля в поединке против «Универсидад Католика» из Кито Адольфо забил свой первый голы за «Эль Насьональ».

## Международная карьера
В 2017 года Муньос в составе молодёжной сборной Эквадора завоевал серебряные медали домашнего молодёжного чемпионата Южной Америки. На турнире он сыграл в матчах против команд Чили, Уругвая, Аргентина, Бразилии, а также дважды Колумбии.

## Достижения
Международные
 Эквадор (до 20)
- Чемпионат Южной Америки по футболу среди молодёжных команд — 2017